# Konkret (tidsskrift)
Konkret (stiliseret konkret) er et tysk venstreradikalt tidsskrift. Tidsskriftet udkom første gang i 1957 og blev udgivet frem til november 1973, hvorefter det efter en kort pause igen udkom fra oktober 1974. Tidsskriftet udgives i dag månedligt og beskriver sig som den "eneste venstreorienterede publikumstidsskrift i Tyskland".
Den tyske efterretningstjeneste Verfassungsschutz beskriver tidsskriftet som venstreekstremistisk og henfører det til det såkaldte antityske spektrum.
Tidsskriftet var fra sin grundlæggelse og op igennem 1960'erne nyskabende i sit design og stil med flotte illustrationer, der ofte blev brugt som illustrationer i studenterhuse eller på studerendes private værelser. Tidsskriftet fik stor indflydelse på debatten i den tyske studenterbevægelse, og særlig i det oprindeligt socialdemokratiske, men senere mere radikaliserede, Sozialistischer Deutscher Studentenbund. På højdepunktet af den tyske studenterbevægelse i midten og slutningen af 1960'erne udkom tidsskriftet hver anden uge, og i perioder ugentligt.
Tidsskriftet havde i 2010 et oplag på over 40.000 eksemplarer.[kilde mangler]

## Klaus Rainer Röhlskonkret(1957-73)

### Studentenkurier
Klaus Rainer Röhl grundlagde i 1955 i Hamborg tidsskriftet Studentenkurier ("Studenterkuréren"), der udkom månedligt indtil 1957. Med bidrag fra bl.a. Werner Riegel, Peter Rühmkorf, Arno Schmidt og Kurt Hiller blev konkret et indflydelsesrigt tidsskrift blandt tyske studerende og i den tyske studenterbevægelse. Grundlæggelsen af Studentenkurier skete med involvering af den tidligere FDJ-medarbejder Klaus Hübotter med sin væsentligste finansiering fra DDR.

### konkret
På grundlag af succesen med Studentenkurier, grundlagde Röhl i 1957 konkret. Indtil 1964 blev tidsskriftet hemmeligt støttet ideologisk og økonomisk af DDR’s regering og modtog i begyndelsen 40.000 DM pr. udgave. Klaus Rainer Röhl, Ulrike Meinhof og andre redaktører besøgte ofte DDR. Undertiden modtog de deres instruktioner i Vesten gennem udsendelser fra DDR. Röhl oplyste senere, at redaktørerne var blevet instrueret af instruktører fra det tyske kommunistparti KPD, som havde været illegalt i Vesttyskland siden 1956. Støtten fra DDR indebar en forholdsvis DDR-venlig linje og medførte bl.a., at moskva-kritiske socialister som eksempelvis Kurt Hiller blev udelukket fra tidsskriftet.
Der blev dog lejlighedsvist trykt artikler, der var kritiske overfor DDR, og den økonomiske støtte fra DDR blev over tid mindre massiv, og der var derfor konstante problemer med finansieringen af konkret, trods det stigende oplag. Röhl ønskede derfor at lade bladet skrive om andre mener end studenterpolitik, og lagde bl.a. derfor vægt på emner af seksuel karakter i en periode, der var præget af den seksuelle frigørelse, herunder brug af seksuelt billedmateriale. Tidsskriftet blev tillige fortaler for den seksuelle frigørelse, hvilket også omfattede frigørelse af børns seksualitet og tilskyndelse til voksnes sex med mindreårige.
Blandt bladets bedst kendte journalister var Ulrike Meinhof, der var gift med Röhl. Meinhof var tillige chefredaktør på konkret fra 1960 til 1964. Meinhof blev radikaliseret i løbet af 1960'erne og forlod konkret i begyndelsen af 1969 kort før hun etablerede Rote Arme Fraktion. Meinhof var i 1968 blevet skilt fra Röhl, som hun foragtede bl.a. grundet Röhls modstand mod vold, og hun skrev den 26. april 1969 i  Frankfurter Rundschau : "Jeg ophører med mit arbejde, da bladet er i færd med at blive et instrument for kontra-revolutionen, hvilket jeg ikke med min tilknytning vil skjule." Den 7. maj 1969 stormede og ødelagde adskillige aktivister, herudner konkret-medarbejdere, Röhls privatbolig i Hamborg.
Efter lange konflikter mellem Röhl og konkret-medarbejdere, forlod Röhl i 1973 konkret, og bladet gik kort efter konkurs.

## konkretefter 1974
Udgivelsen af konkret blev genoptaget i oktober 1974 under ledelse af den tidligere Spiegel-redaktør Hermann L. Gremliza. Gremlizas mål var at gøre bladet til „en publicistisk spydspidsfor et seriøst venstre .. [efter at] Röhl efter Ulrike Meinhofs afgang havde gjort [konkret] til en slags kulørt presse for den udenomsparlamentariske opposition“.
Hermann Gremliza døde den 20. december 2019 og konkret blev overtaget af Friederike Gremliza.

## Bidragsydere
Flere journalister og debattører har bidraget til konkret gennem årene, herudner
- André Gorz
- Ulrike Meinhof
- Oskar Negt
- Heinrich Böll
- Rudi Dutschke
- Jürgen Trittin
- Wolf Biermann
- Sahra Wagenknecht[14]
- Günter Wallraff (1985)